# Eorl Crabtree

a Compétitions nationales et continentales officielles uniquement.

b Matchs officiels uniquement.
Eorl Crabtree, né le 2 octobre 1982 à Cleethorpes, est un joueur de rugby à XIII anglais évoluant au poste de pilier dans les années 2000. Il a été sélectionné en sélection anglaise pour le tournoi des Quatre Nations 2009. En club, il a effectué toute sa carrière aux Huddersfield Giants.